# Kleidocerys resedae
Клеидоцерис пахучий или березовый сережковый клоп (лат. Kleidocerys resedae) — вид полужесткокрылых насекомых из семейства земляных клопов. Распространён в Голарктике. Живут на различных кустарниковых и древесных растениях, например, берёза, ольха и другие.

## Внешний вид
Длина тела имаго 4,3—5,5 мм, иногда может достигать 11 мм. Насекомое красновато-бурое, передняя часть светлее остальной окраски тела. Переднеспинка блестящая. Отдельные пятна на верхней стороне тела, почти вся нижняя сторона чёрные. Крылья прозрачные с узором перекрывают тельце
Усики имеют 4-5 сочленений
Снизу тельца на брюшке есть пахучие железы , с помощью которых они могут общаться между собой или же отпугивать врагов.

## Питание
Фитофаг. Растительноядный клоп. В основном питается почками и семенами березы в молодых сережках, высасывая сок хоботком. Реже выбирают ольху или другие виды деревьев.
Существенного влияния на популяцию берез не выявлено. Также не пострадали молодые кедры, на молодых почках которого иногда питались эти насекомые. 
Ротовой аппарат представляет из себя колюще-сосущий хоботок

## Жизненный цикл
Моновольтинные - одно поколение в год.
Личинки и взрослые насекомые ведут схожий образ жизни.
Зимуют в форме имаго и личинок в различных укрытиях, в том числе под корой, древесных трещинках и в опавших листьях.
Появляется ранней весной.
В средней полосе активен с мая по начало октября. Пик активности приходится на июль-сентябрь.

## Взаимодействие с человеком
Уверенно чувствуют себя в городской среде. Благодаря низкой конкуренции в зеленых насаждениях городской застройки встречаются даже чаще, чем в городских лесопарках.
Иногда случаются большие нашествия этих насекомых на жилье в осенний период, когда они проникают даже через москитную сетку. Попавших по ошибке особей можно выдворить, оставив им свободных доступ наружу. Можно попытаться удалить их механически, но тогда придется терпеть их запах, к тому же они довольно ловкие и верткие. Можно использовать пылесос с одноразовым пылевым мешком. Можно использовать универсальные инсектициды.